# مروان زروقي
مروان زروقي (مواليد 25 يناير 2001) هو لاعب كرة قدم جزائري يلعب في مركز المهاجم في نادي بارادو.

## روابط خارجية
- مروان زروقي على موقع قاعدة بيانات كرة القدم.إي يو (الإنجليزية)
- مروان زروقي على موقع ناشيونال فوتبول تيمز (الإنجليزية)
- مروان زروقي على موقع Soccerway.com (الإنجليزية)